# 山陕会馆牌楼
山陕会馆牌楼，也称山陕会馆彩牌楼，位于河南省舞阳县北舞渡镇文昌街的南街小学校园内，是一处建于清代的建筑类文物，被列入第二批河南省文物保护单位。

## 简介
北舞渡镇在明清时代为重要的水旱交通要冲，山陕商人在此筹资建了同乡会馆，用于联谊、商业活动之用。据碑刻记载，乾隆十八年，该处有春秋楼、大花戏楼、大殿、钟鼓楼、铁旗杆、照壁等建筑。
该牌楼位于会馆的拜殿前，建于清道光五年(1825年)，为三间六柱五楼，柱不出头式牌楼建筑，木石构件上雕刻了历史故事、人物、花卉等，雕刻艺术繁缛精美，形成无处不雕饰的建筑风格，是清代建筑的精品 。正面居中的匾额为清代书法家孔广脉所书的“浩气长存”四字，背面为“忠肝义胆”四字。牌楼的中柱和边柱均为圆形木柱，柱下垫有鼓形石柱础，每根柱子下部前后均有制作规整的抱鼓石以加固。中柱正面背面各的抱鼓石上各雕刻有一只石狮，四根边柱的抱鼓石则无雕饰。牌楼下是工字形石条基础，托起整个彩牌楼。

## 变迁与保护
据当地老人在1998年的回忆，1950年代，会馆内尚有春秋楼、钟鼓楼、大殿、配殿、廊庑、客堂等，彩牌楼在其中尤其显眼。1970年代，大部分古建筑被严重破坏，除牌楼相对完整。1980年代，80年代省文化局两次拨款修复了该牌楼。。
牌楼的建筑结构严整，工艺精湛，当地有民间传说说是鲁班下凡帮助建造的。在文革时期，当地红卫兵要以“破四旧”为名推倒牌楼，因其结构坚固而一时没有得逞。正在他们找绳子欲拉倒牌楼时，一些老人，说这牌楼是鲁班下凡建造的，有神灵附着，毁它要遭报应，这样才让这牌楼躲过了一劫。